# Recopa Sudamericana 2006
La Recopa Sudamericana 2006 è stata la quattordicesima edizione della Recopa Sudamericana; in questa occasione a contendersi la coppa furono il vincitore della Coppa Libertadores 2005 e il vincitore della Coppa Sudamericana 2005.

## Tabellino

### Andata
| Arbitro: | Carlos Amarilla |

| |            | |
| Palacio 53’, 63’ | Marcatori  | 30’ Thiago |
| · Aldo Bobadilla 1 · José María Calvo 15 · Daniel Díaz 6 · Claudio Morel 3 · Juan Krupoviesa 22 · 46’ Sebastián Battaglia 21 · Fernando Gago 5 · 88’ Neri Cardozo 19 · 71’ Guillermo Marino 10 · Rodrigo Palacio14 · Martín Palermo 9 · 46’ Pablo Ledesma 8 · 71’ Jesús Dátolo 23 · 88’ Andrés Franzoia 11 | Formazioni | · 1 Rogério Ceni · 2 Alex Silva · 3 Fabão · 4 Edcarlos · 7 Mineiro · 8 Josué · 23 Lenílson · 20 Richarlyson · 10 Danilo · 19 Thiago · 14 Aloisio 34’ · 11 Alex Dias 34’ 60’ · 21 Souza 60’ |
| Alfio Basile | Allenatori | Muricy Ramalho |

### Ritorno
| Arbitro: | Óscar Ruiz |

| |            | |
| Junior 34’ Morel 85’ (aut.) | Marcatori  | 40’ Palacio 75’ Palermo |
| · Rogério Ceni 1 · Alex Silva 2 · Fabão 3 · 65’ Edcarlos 4 · Danilo 10 · Mineiro 7 · Josué 8 · Lenílson 23 · Junior 6 · 84’ Souza 21 · Thiago 19 · 65’ Alex Dias 11 · 84’ Ilsinho 16 | Formazioni | · 1 Aldo Bobadilla · 4 Hugo Ibarra · 3 Claudio Morel · 6 Daniel Díaz · 22 Juan Krupoviesa · 8 Pablo Ledesma · 5 Fernando Gago · 19 Neri Cardozo 81’ · 10 Guillermo Marino 46’ · 14 Rodrigo Palacio 91’ · 9 Martín Palermo · 23 Jesús Dátolo 46’ · 18 Jonathan Maidana 81’ · 11 Andrés Franzoia 91’ |
| Muricy Ramalho | Allenatori | Alfio Basile |

Boca Juniors batte San Paolo con il risultato complessivo di 4-3.